# Mirosław Przylipiak
Mirosław Przylipiak (ur. 6 listopada 1955 w Mrągowie) – polski filmoznawca, historyk i teoretyk filmu, pedagog. 

## Kariera naukowa
Ukończył w 1974 V Liceum Ogólnokształcące w Gdańsku, w 1979 studia w Instytucie Filologii Polskiej Uniwersytetu Gdańskiego. Doktoryzował się w 1989 na Uniwersytecie Jagiellońskim na podstawie pracy Modele podmiotowości wypowiedzi filmowej, habilitację uzyskał w 2001 w Zakładzie Dramatu, Teatru i Filmu Uniwersytetu Gdańskiego. Na Uniwersytecie Gdańskim wykładał historię i teorię kina oraz problemy kultury audiowizualnej. Zorganizował Akademicką Telewizję Edukacyjną przy Uniwersytecie Gdańskim, w ramach której zrealizował filmy edukacyjne. Od 2004 profesor w Instytucie Polonistyki Akademii Pomorskiej w Słupsku, od 2005 wykładał także w Katedrze Dziennikarstwa Ateneum – Szkoły Wyższej w Gdańsku. W 2010 nadany mu został tytuł profesora nauk humanistycznych.
Był stypendystą Programu Fulbrighta na Uniwersytecie Harvarda (1998–1999) oraz Fundacji Rockefellera (2002).
Autor licznych publikacji naukowych i książek z zakresu teorii i historii kina, wśród których znajdują się: Kino stylu zerowego (1994), Prolegomena do współczesnej „gramatyki” wypowiedzi audiowizualnej (1995), Kino najnowsze (1999, wraz z Jerzym Szyłakiem), Poetyka filmu dokumentalnego (2000), a przede wszystkim seria wydawnicza Kino bezpośrednie (2007–2014). W Poetyce kina dokumentalnego, która stanowiła zarazem jego pracę habilitacyjną usiłował wypracować definicję dokumentu na podstawie możliwie największego zgromadzonego materiału źródłowego. Końcowa definicja filmu dokumentalnego brzmiała następująco:

Film dokumentalny to taki autonomiczny, istniejący jako osobna całość przekaz audiowizualny, który prezentuje wycinek świata kompletnego, w którym znaczenia nominalne są tożsame ze źródłowymi, w którym istnieje dystans czasowy między momentem rejestracji a momentem odbioru, gdzie zostaje zachowana indeksalna wierność odtworzenia czasu i przestrzeni w ramach ujęcia. W którym realizatorzy nie ingerują w rzeczywistość przed kamerą albo ingerują i fakt tej ingerencji czynią elementem strukturalnym filmu, albo też ingerują w tym celu, aby przywrócić taki stan tej rzeczywistości, jaki istniał przed pojawieniem się ekipy filmowej, lub też aby wyzwolić prawdę zachowań osób filmowanych, który naśladuje w swojej strukturze konwencjonalne sposoby właściwego człowiekowi podporządkowania rzeczywistości, w którym funkcja autoteliczna względem warsztatu lub tworzywa filmowego, o ile istnieje, nie może przytłumić i zdominować funkcji przedmiotowej.

W podzielonym na trzy tomy Kinie bezpośrednim omawiał zjawisko dokumentalnego filmu bezpośredniego, koncentrując się na kanadyjskim i amerykańskim Direct Cinema lat 60. i 70. XX wieku. Jest autorem wielu recenzji filmowych i studiów z dziedziny filmoznawstwa i komunikacji wizualnej, publikowanych m.in. w czasopismach: „Kino”, „Film na Świecie” i „Kwartalnik Filmowy”.
Pełnił funkcję dyrektora Centrum Filmowego UG.

## Ordery i odznaczenia
- Krzyż Kawalerski Orderu Odrodzenia Polski (27 września 2024)[8]

## Nagrody i wyróżnienia
- Nagroda im. Bolesława Michałka (2000)
- Nagroda Prezydenta Miasta Gdańska w Dziedzinie Kultury za zaangażowanie w popularyzację kina współczesnego i kultury audiowizualnej (2002)[9]
- Nagroda Prezydenta Miasta Gdańska w Dziedzinie Kultury z okazji jubileuszu 25-lecia Ogólnopolskiego Konkursu Wiedzy o Filmie (2014)[9]